# Kraimorska Dobrudja
Kraimorska Dobrudja este o arie protejată (arie specială de conservare — SAC, sit de importanță comunitară — SCI) din Bulgaria întinsă pe o suprafață de 6.657,7 ha, integral pe uscat.

## Localizare
Centrul sitului Kraimorska Dobrudja este situat la coordonatele 43°39′31″N 28°17′04″E / 43.6587°N 28.2845°E.

## Înființare
Situl Kraimorska Dobrudja a fost declarat sit de importanță comunitară în martie 2007 pentru a proteja 1 specie de plante și 18 specii de animale. Situl a fost protejat și ca arie specială de conservare în decembrie 2018.

## Biodiversitate
Situată în ecoregiunile Marea Neagră și continentală, aria protejată conține 7 habitate naturale: Tufărișuri subcontinentale peripanonice, Pajiști carstice calcaroase sau bazofile, de Alysso-Sedion albi, Stepe ponto-sarmatice, Peșteri inaccesibile publicului, Păduri panonice cu Quercus petraea și Carpinus betulus, Păduri panonice cu Quercus pubescens, Păduri panonice-balcanice de stejar turcesc - stejar sesil.
La baza desemnării sitului se află mai multe specii protejate:
- plante (1): Potentilla emilii-popii
- mamifere (12): liliac cârn (Barbastella barbastellus), hamster românesc (Mesocricetus newtoni), liliac cu aripi lungi (Miniopterus schreibersii), dihor de stepă (Mustela eversmanii), liliac cu picioare lungi (Myotis capaccinii), liliac cărămiziu (Myotis emarginatus), liliacul cu potcoavă a lui blasius (Rhinolophus blasii), liliacul mediteranean cu potcoavă (Rhinolophus euryale), liliacul mare cu potcoavă (Rhinolophus ferrumequinum), liliacul cu potcoavă a lui méhely (Rhinolophus mehelyi), popândău (Spermophilus citellus), dihor pătat (Vormela peregusna)
- nevertebrate (4): croitorul mare al stejarului (Cerambyx cerdo), rădașcă (Lucanus cervus), fluturele purpuriu (Lycaena dispar), croitorul cenușiu al stejarului (Morimus funereus)
- reptile (2): Elaphe sauromates, Testudo graeca

Pe lângă speciile protejate, pe teritoriul sitului au mai fost identificate 11 specii de plante, 3 specii de amfibieni, 4 specii de mamifere, 65 de specii de nevertebrate, 8 specii de reptile.